# Leichtathletik-Weltmeisterschaften 2019/5000 m der Frauen

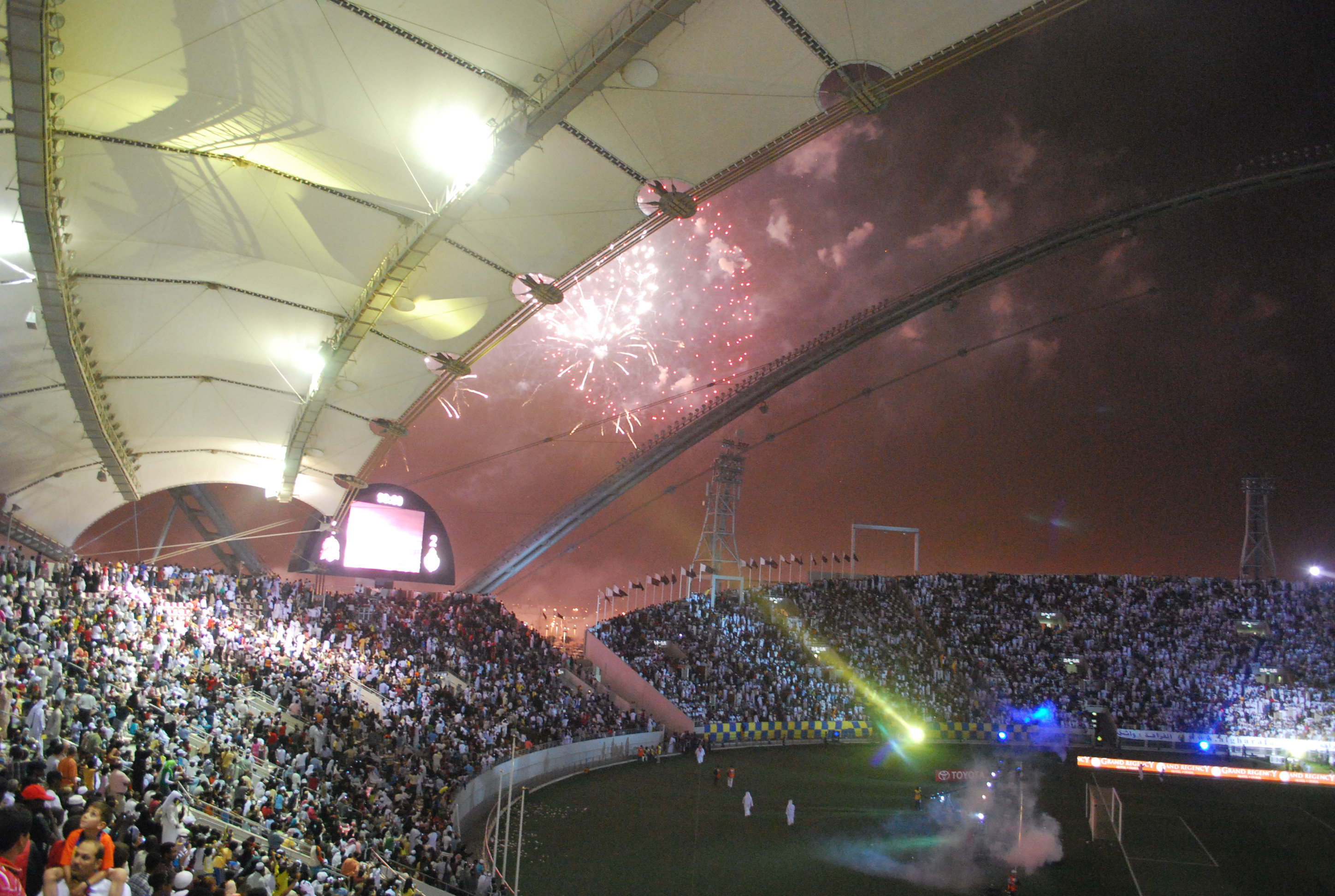
Das Khalifa International Stadium während des Emir Cups im Jahr 2009

Der 5000-Meter-Lauf der Frauen bei den Leichtathletik-Weltmeisterschaften 2019 fand am 2. und 5. Oktober 2019 im Khalifa International Stadium der katarischen Hauptstadt Doha statt.
29 Athletinnen aus 18 Ländern nahmen an dem Wettbewerb teil.
Die kenianischen Langstreckenlerinnen erzielten einen Doppelsieg.

Weltmeisterin wurde die Titelverteidigerin, Olympiazweite von 2016 und amtierende Afrikameisterin Hellen Obiri, die mit 14:26,72 min einen neuen WM-Rekord aufstellte. Sie hatte über 1500 Meter 2013 WM-Bronze gewonnen und war 2014 auf dieser kürzeren Distanz Afrikameisterin geworden.

Silber ging in 14:27,49 min an die Vizeafrikameisterin von 2016 Margaret Chelimo Kipkemboi

In 14:28,43 min sicherte sich die Deutsche Konstanze Klosterhalfen die Bronzemedaille.

## Rekorde

### Bestehende Rekorde
Vor dem Wettbewerb galten folgende Rekorde:
| Weltrekord               | Tirunesh Dibaba | 14:11,15 min | Bislett Games, Oslo, Norwegen     | 6. Juni 2008    |
| Weltmeisterschaftsrekord | Almaz Ayana     | 14:26,83 min | WM in Peking, Volksrepublik China | 30. August 2015 |

### Rekordverbesserung
Die kenianische Weltmeisterin Hellen Obiri verbesserte den bestehenden WM-Rekord im Finale am 5. Oktober um elf Hundertstelsekunden auf 14:26,72 min.

## Vorläufe
Aus den zwei Vorläufen qualifizierten sich die jeweils fünf Ersten jedes Laufes – hellblau unterlegt – und zusätzlich die fünf Zeitschnellsten – hellgrün unterlegt – für das Finale.

### Lauf 1
2. Oktober 2019, 18:25 Uhr Ortszeit (17:25 Uhr MESZ)
| Platz | Athletin                  | Land           | Zeit (min)  |
| ----- | ------------------------- | -------------- | ----------- |
| 1     | Hellen Obiri              | Kenia          | 14:52,13    |
| 2     | Karissa Schweizer         | USA            | 14:52,41 PB |
| 3     | Hawi Feysa                | Äthiopien      | 14:53,85    |
| 4     | Eilish McColgan           | Großbritannien | 14:55,79    |
| 5     | Camille Buscomb           | Neuseeland     | 15:02,19 PB |
| 6     | Nozomi Tanaka             | Japan          | 15:04,66 PB |
| 7     | Andrea Seccafien          | Kanada         | 15:04,67 PB |
| 8     | Dominique Scott           | Südafrika      | 15:05,01    |
| 9     | Elle Purrier              | USA            | 15:08,82    |
| 10    | Sarah Chelangat           | Uganda         | 15:19,90    |
| 11    | Hanna Klein               | Deutschland    | 15:28,65    |
| 12    | Florencia Borelli         | Argentinien    | 15:56,49    |
| 13    | Cavaline Nahimana         | Burundi        | 16:25,82    |
| DNF   | Karoline Bjerkeli Grøvdal | Norwegen       |             |
| DNF   | Maureen Koster            | Niederlande    |             |

Im ersten Vorlauf ausgeschiedene Läuferinnen:

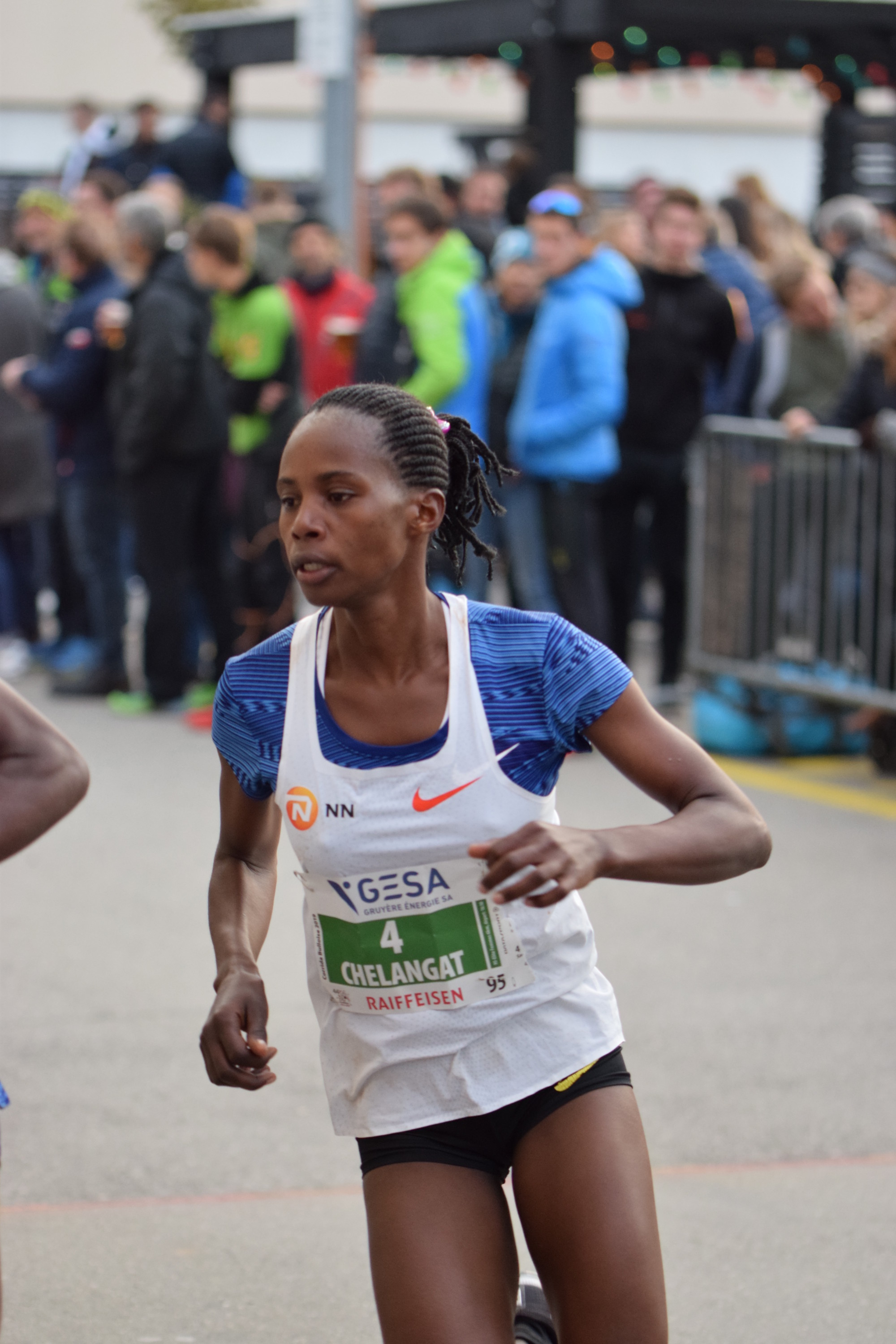
Sarah Chelangat Rang zehn in 15:19,90 min
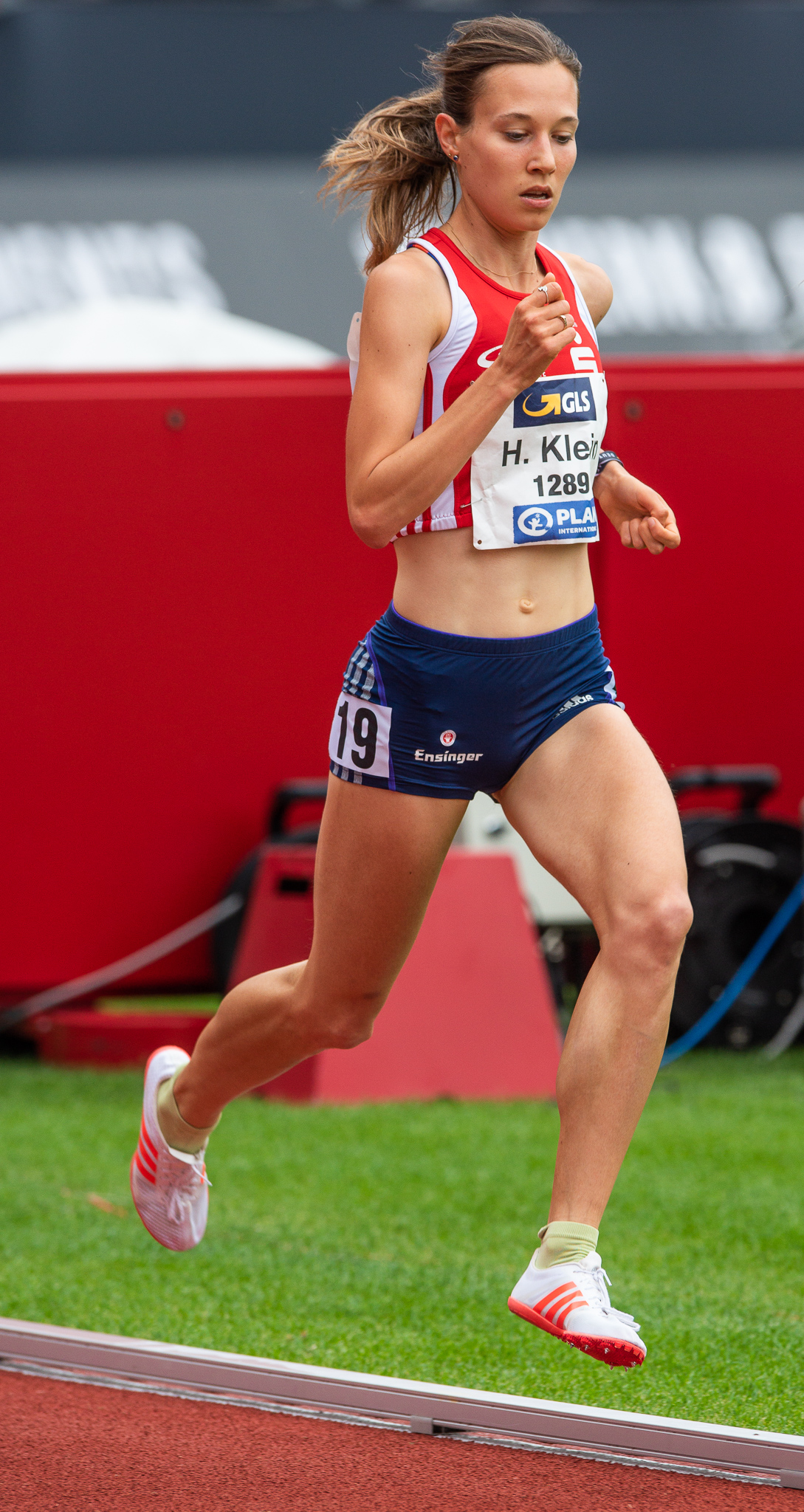
Hanna Klein Rang elf in 15:28,65 min
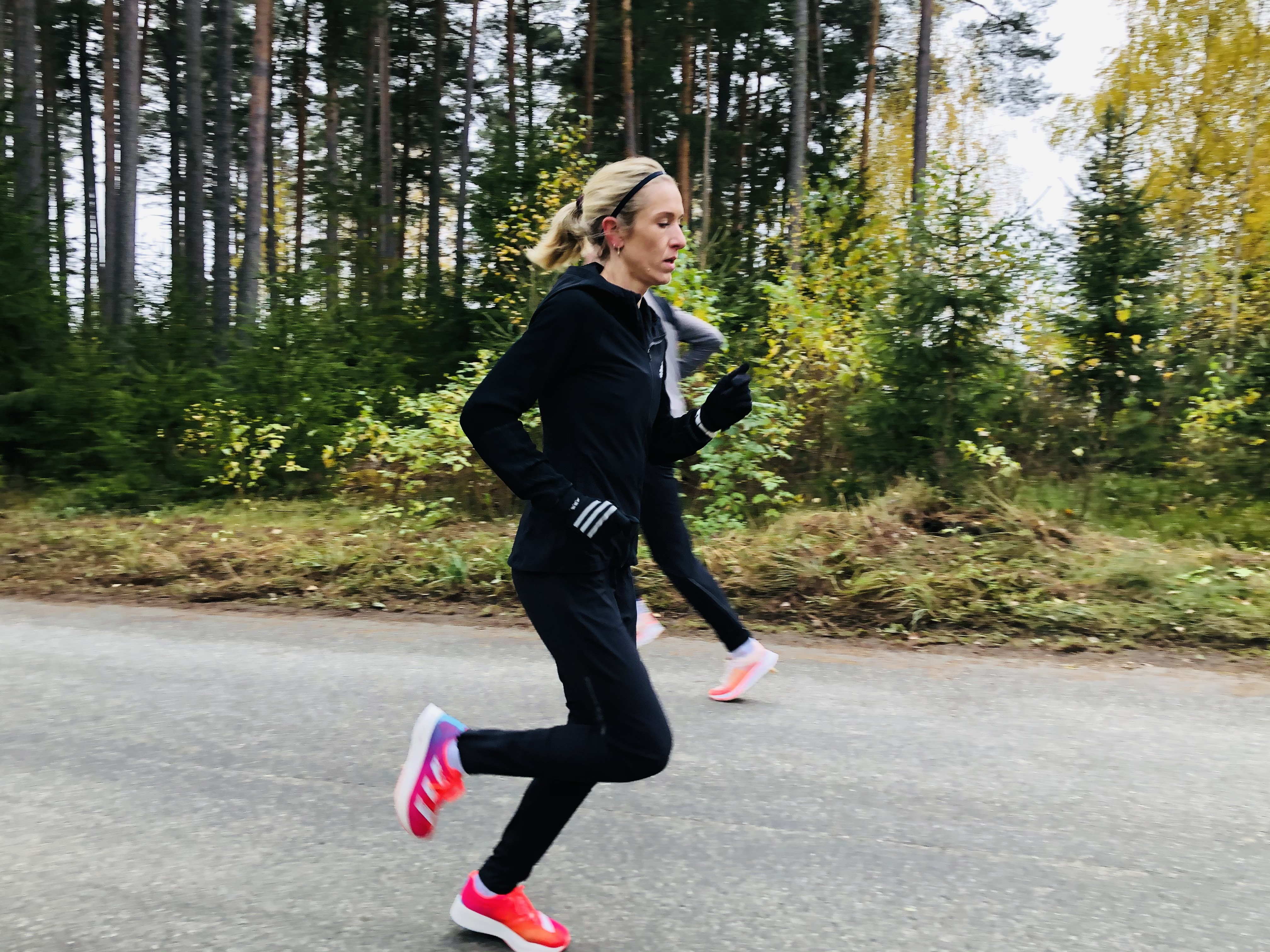
Karoline Bjerkeli Grøvdal Rennen nicht beendet
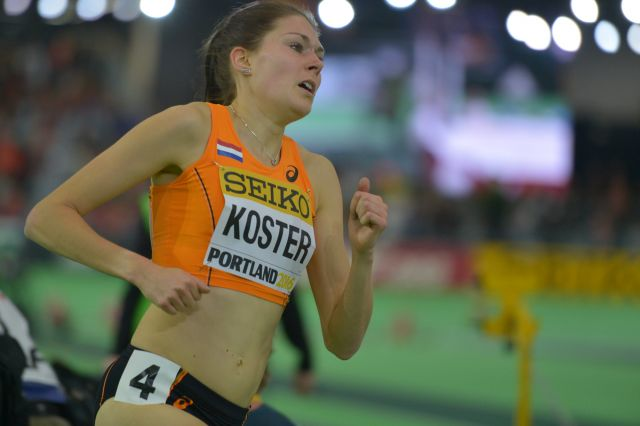
Maureen Koster Rennen nicht beendet

### Lauf 2
2. Oktober 2019, 18:51 Uhr Ortszeit (17:51 Uhr MESZ)
| Platz | Athletin                   | Land           | Offizielle Zeit (min) | Tausendstelsek. (inoffiziell) |
| ----- | -------------------------- | -------------- | --------------------- | ----------------------------- |
| 1     | Tsehay Gemechu             | Äthiopien      | 15:01,57              | 15:01,562                     |
| 2     | Konstanze Klosterhalfen    | Deutschland    | 15:01,57              | 15:01,569                     |
| 3     | Margaret Chelimo Kipkemboi | Kenia          | 15:01,58              |                               |
| 4     | Lilian Kasait Rengeruk     | Kenia          | 15:02,03              |                               |
| 5     | Laura Weightman            | Großbritannien | 15:02,24              |                               |
| 6     | Fantu Worku                | Äthiopien      | 15:02,74              |                               |
| 7     | Anna Emilie Møller         | Dänemark       | 15:11,76              |                               |
| 8     | Rachel Schneider           | USA            | 15:30,00              |                               |
| 9     | Melissa Duncan             | Australien     | 15:37,37              |                               |
| 10    | Rachel Cliff               | Kanada         | 15:41,27              |                               |
| 11    | Jessica Judd               | Großbritannien | 15:51,48              |                               |
| 12    | Walerija Schandarowa       | Georgien       | 15:52,11              |                               |
| 13    | Tomoka Kimura              | Japan          | 15:53,08              |                               |
| DNF   | Tigist Gashaw              | Bahrain        |                       |                               |

Im zweiten Vorlauf ausgeschiedene Läuferinnen:

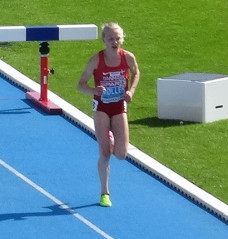
Anna Emilie Møller Rang sieben in 15:11,76 min
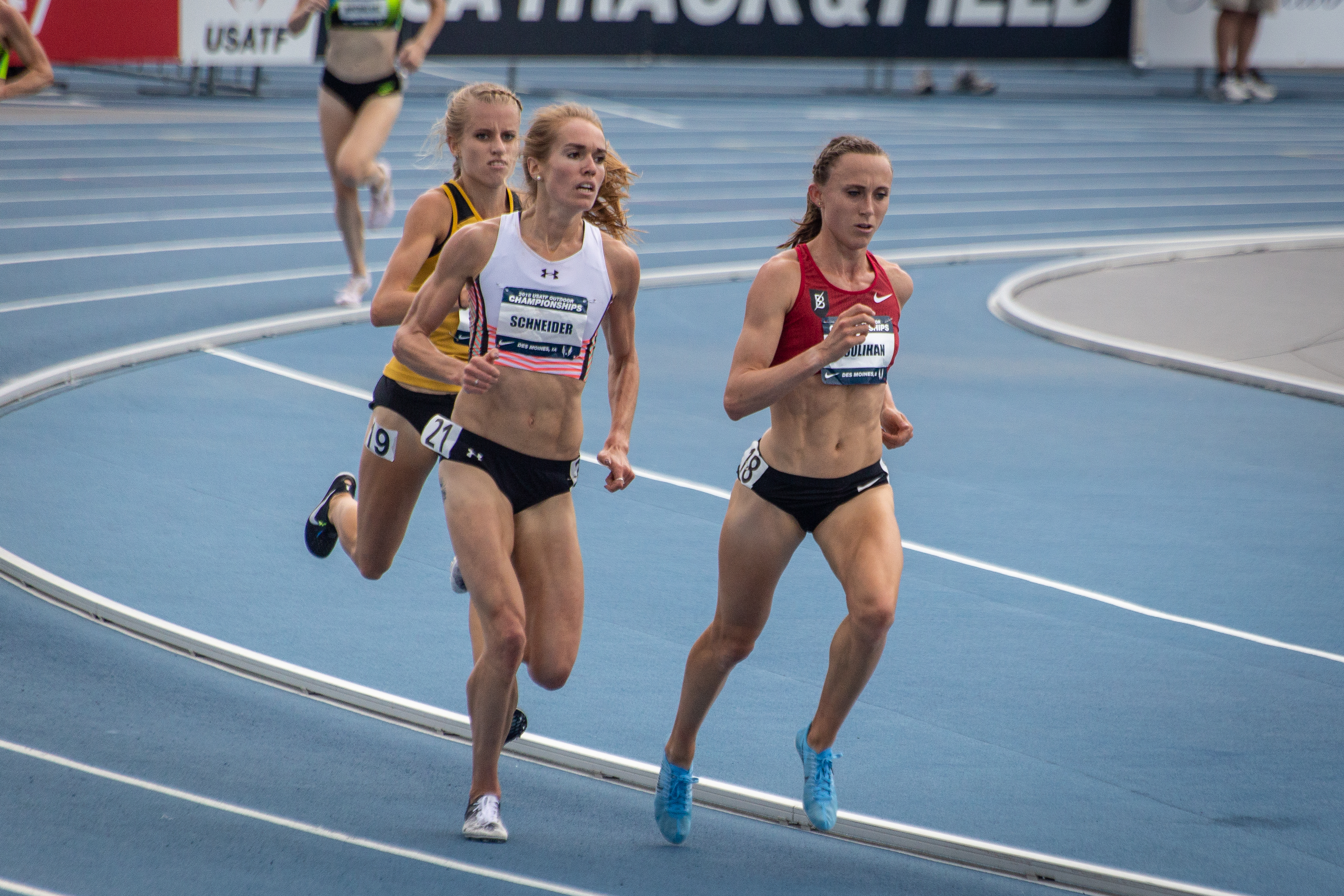
Rachel Schneider (weißes Trikot) Rang acht in 15:30,00 min
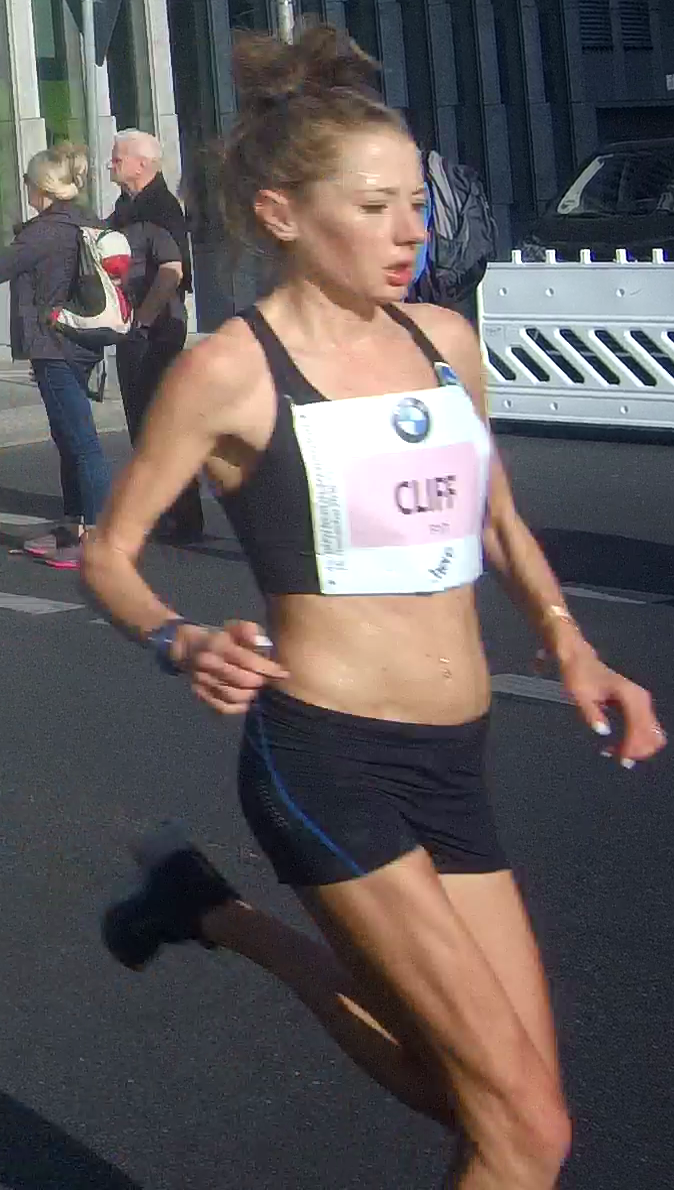
Rachel Cliff Rang zehn in 15:41,27 min
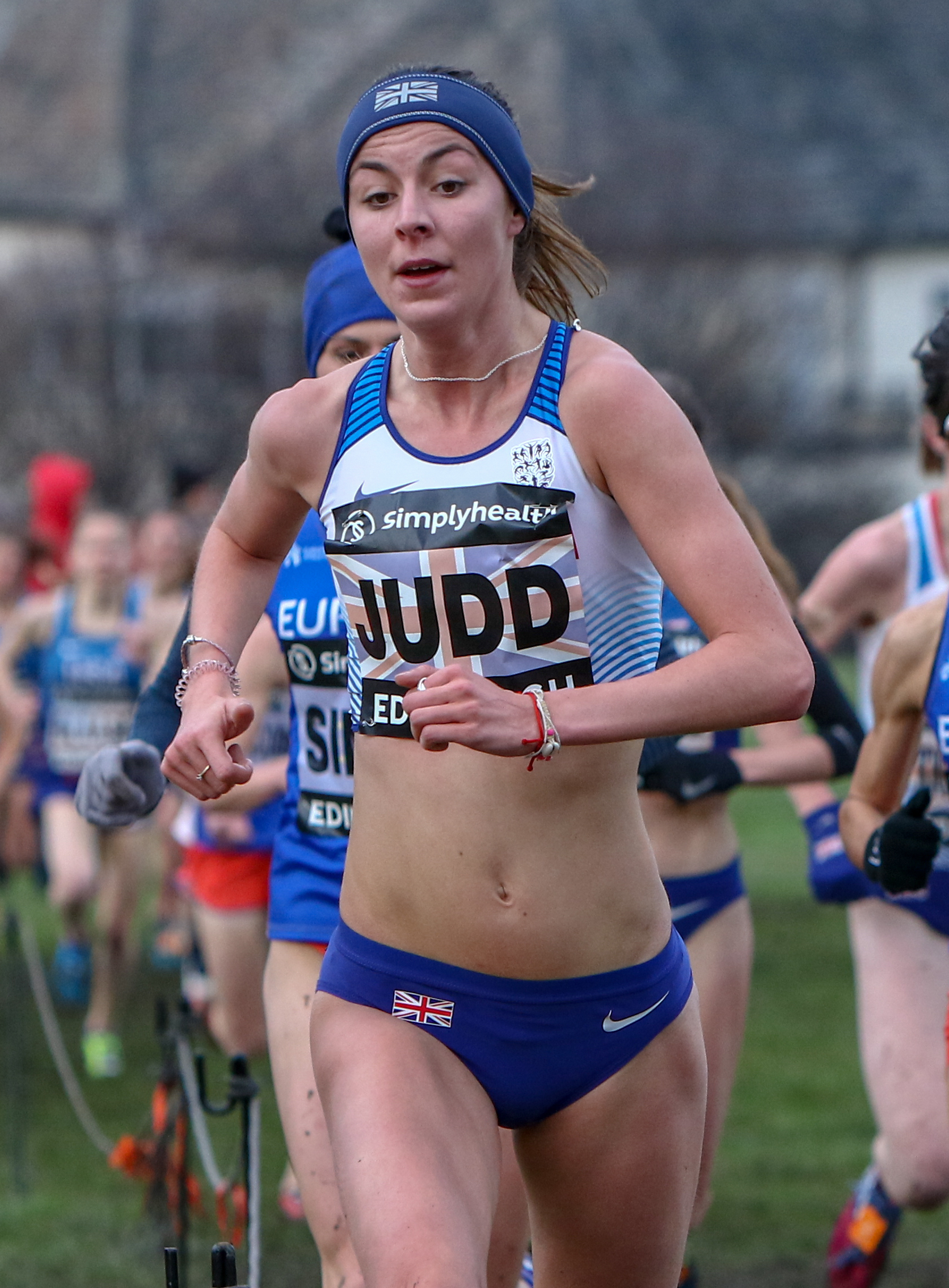
Jessica Judd Rang elf in 15:51,48 min

## Finale

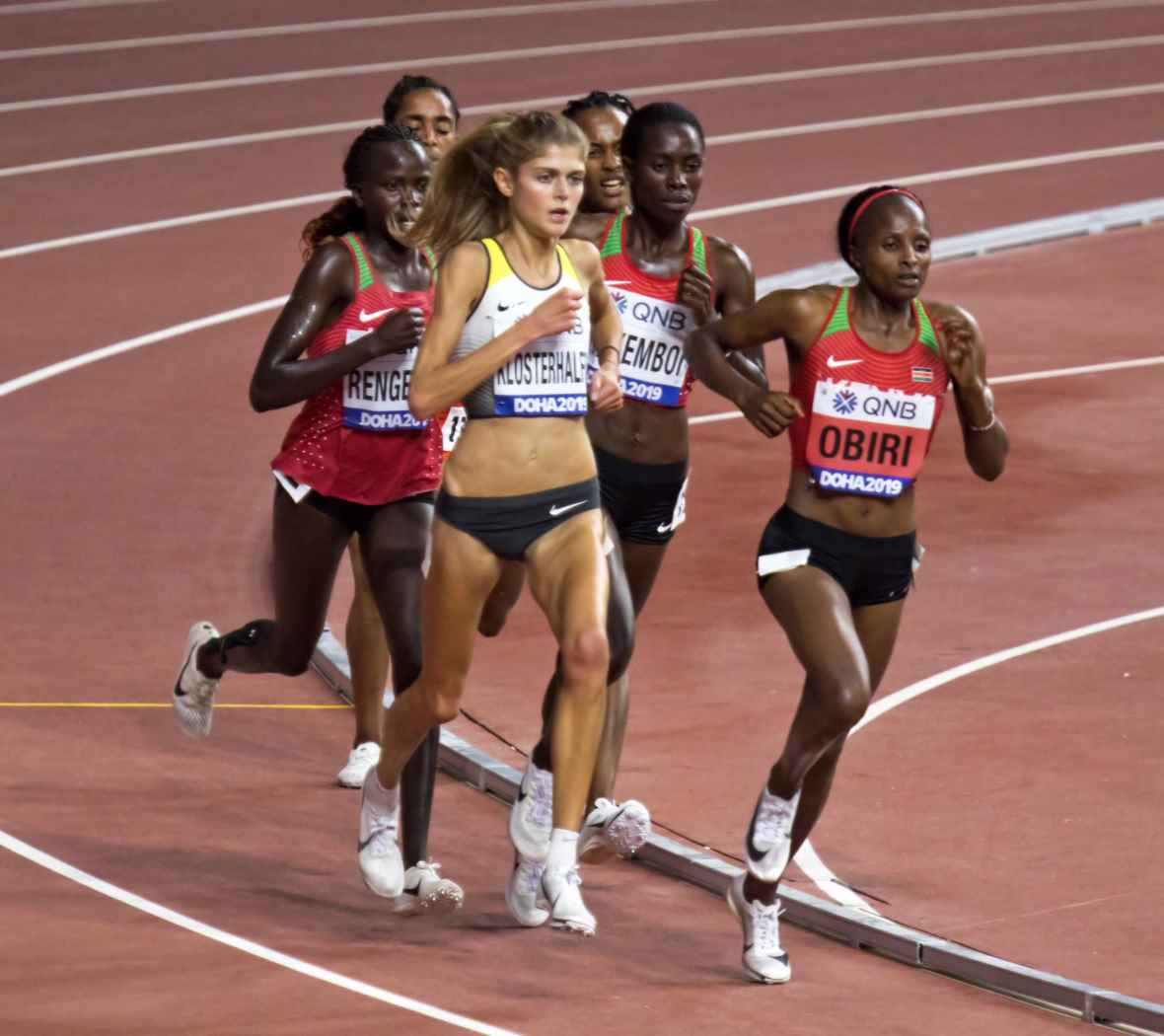
Finallauf in der Schlussphase: Hellen Obiri hier in Führung vor Konstanze Klosterhalfen, Margaret Chelimo Kipkemboi und Lilian Kasait Rengeruk, dahinter verdeckt noch Tsehay Gemechu und Fantu Worku

5. Oktober 2019, 21:25 Uhr Ortszeit (20:25 Uhr MESZ)
| Platz | Athletin                   | Land           | Zeit (min)  |
| ----- | -------------------------- | -------------- | ----------- |
|       | Hellen Obiri               | Kenia          | 14:26,72 CR |
|       | Margaret Chelimo Kipkemboi | Kenia          | 14:27,49 PB |
|       | Konstanze Klosterhalfen    | Deutschland    | 14:28,43    |
| 4     | Tsehay Gemechu             | Äthiopien      | 14:29,60 PB |
| 5     | Lilian Kasait Rengeruk     | Kenia          | 14:36,05 PB |
| 6     | Fantu Worku                | Äthiopien      | 14:40,47 PB |
| 7     | Laura Weightman            | Großbritannien | 14:44,57 PB |
| 8     | Hawi Feysa                 | Äthiopien      | 14:44,92    |
| 9     | Karissa Schweizer          | USA            | 14:45,18 PB |
| 10    | Eilish McColgan            | Großbritannien | 14:46,17 PB |
| 11    | Elle Purrier               | USA            | 14:58,17 PB |
| 12    | Camille Buscomb            | Neuseeland     | 14:58,59 PB |
| 13    | Andrea Seccafien           | Kanada         | 14:59,95 PB |
| 14    | Nozomi Tanaka              | Japan          | 15:00,01 PB |
| 15    | Dominique Scott            | Südafrika      | 15:24,47    |

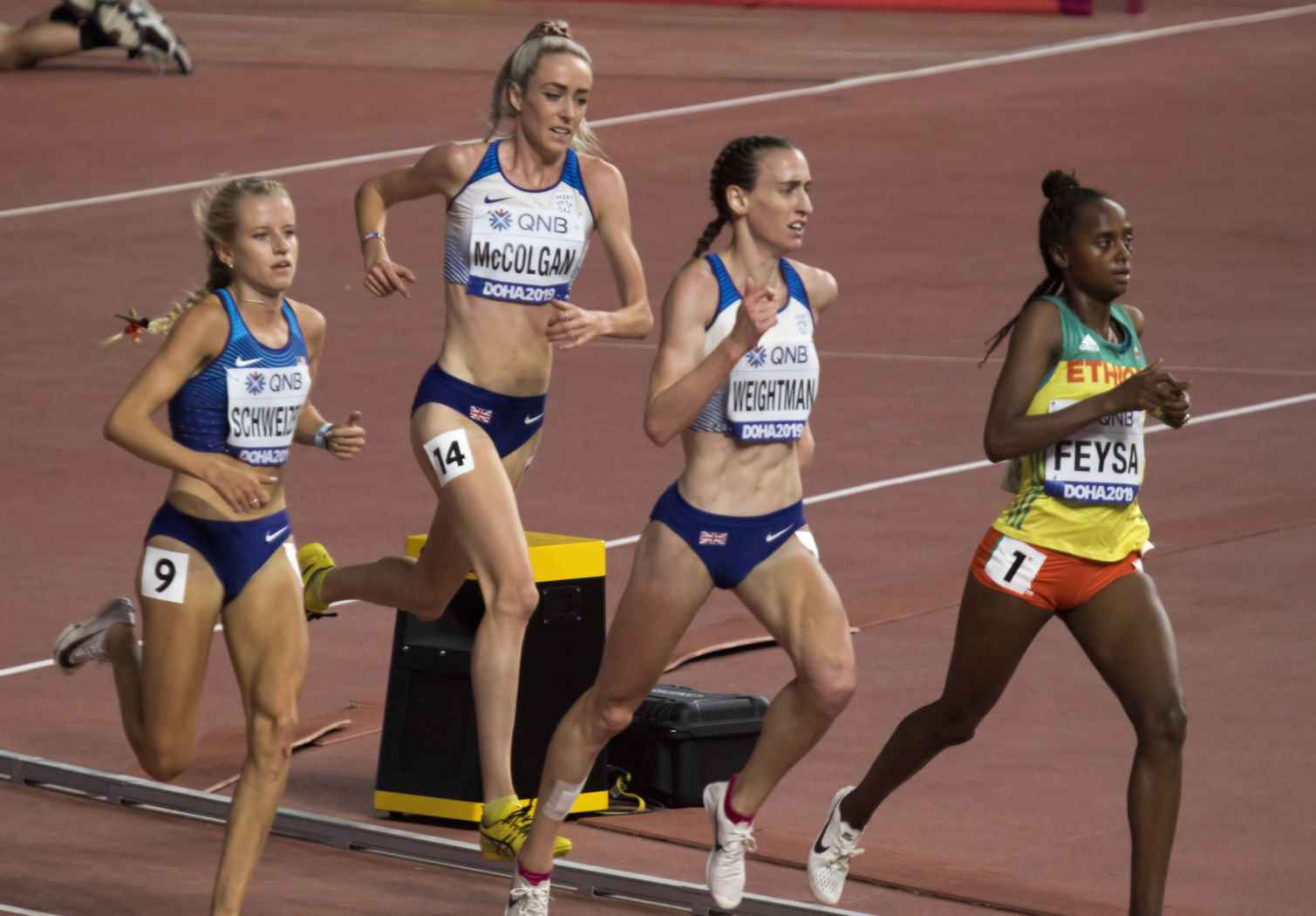
Die Verfolgergruppe (v. r. n. l.): Karissa Schweizer, Eilish McColgan, Laura Weightman, Hawi Feysa
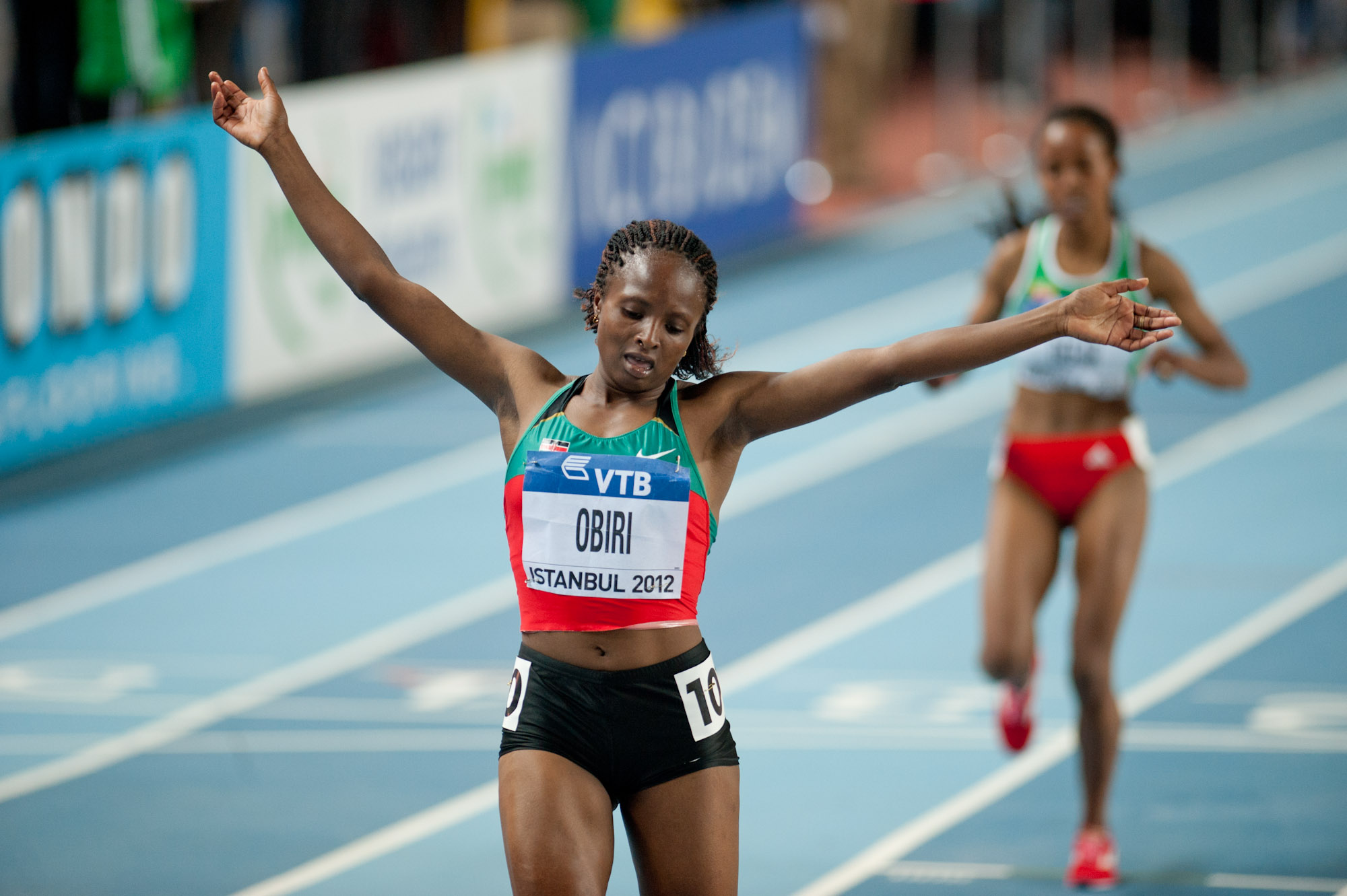
Weltmeisterin Hellen Obiri
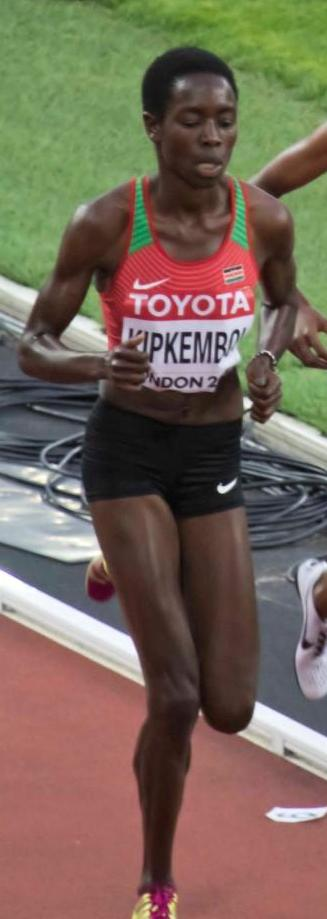
Vizeweltmeisterin Margaret Chelimo Kipkemboi
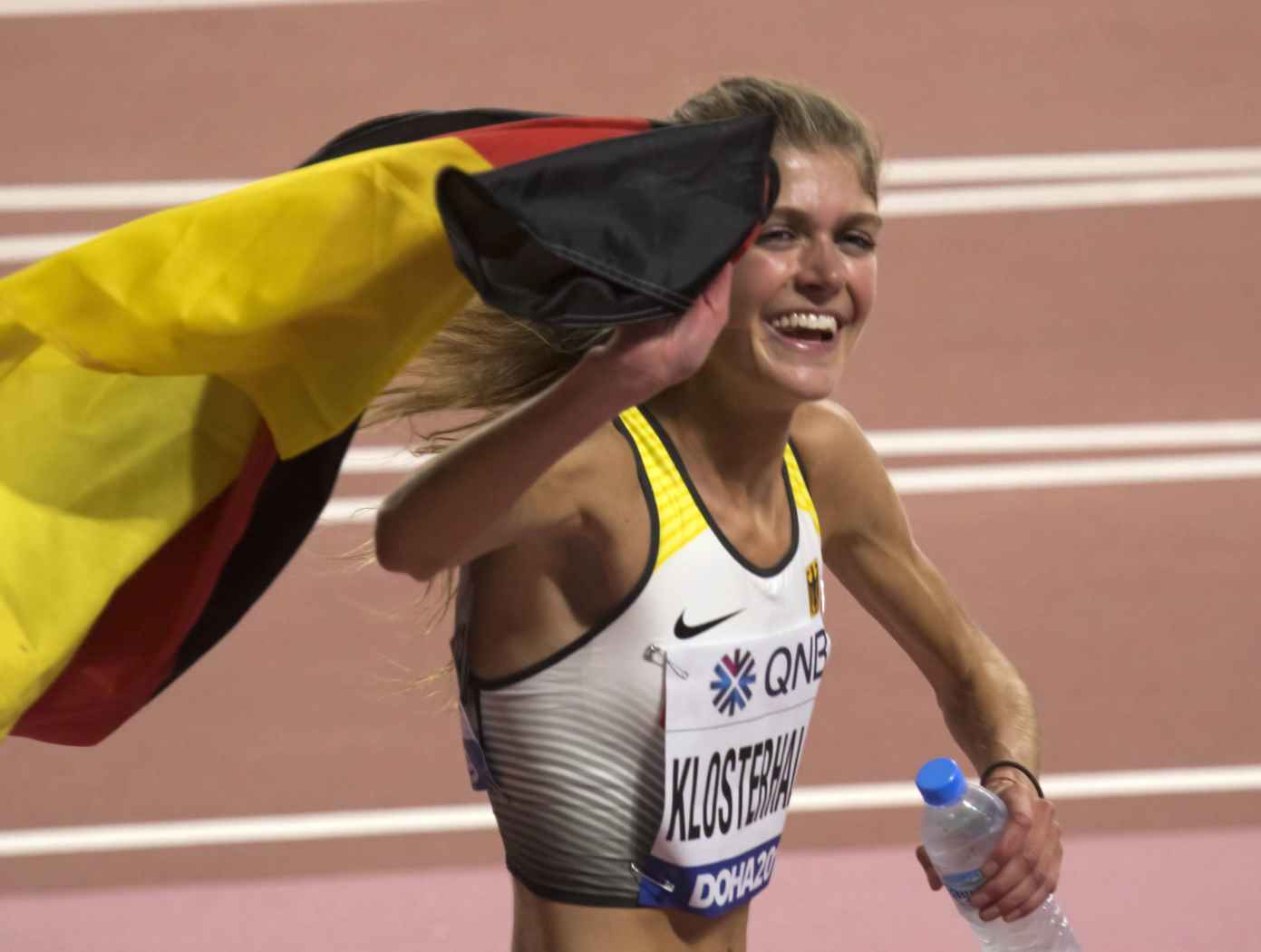
Konstanze Klosterhalfen – Freude über den Gewinn der Bronzemedaille
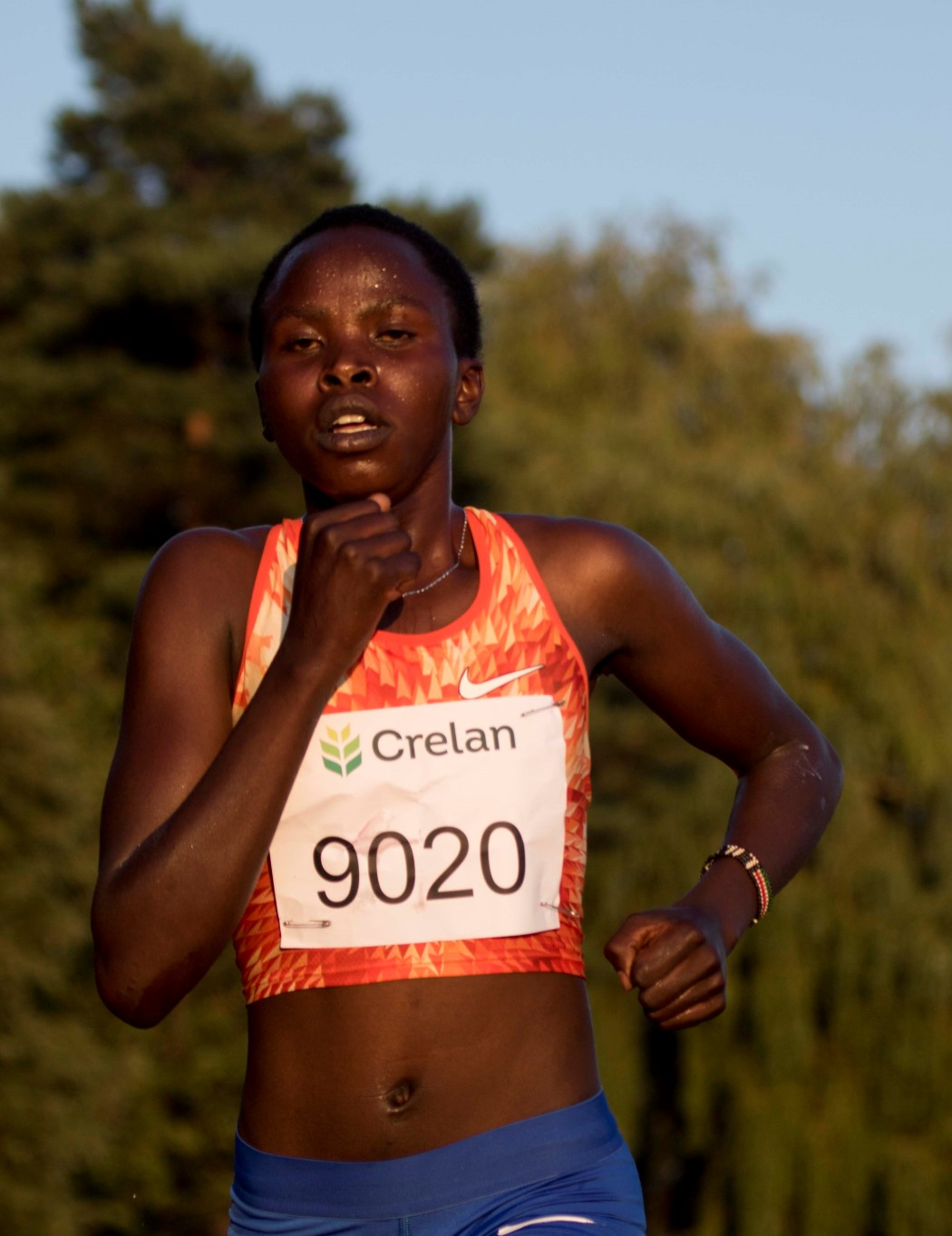
Lilian Kasait Rengeruk – Rang fünf
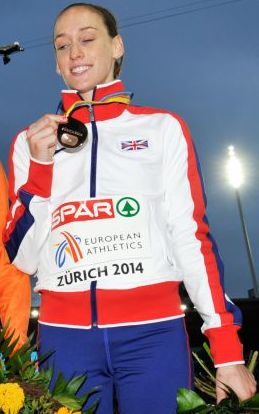
Laura Weightman erreichte Platz sieben
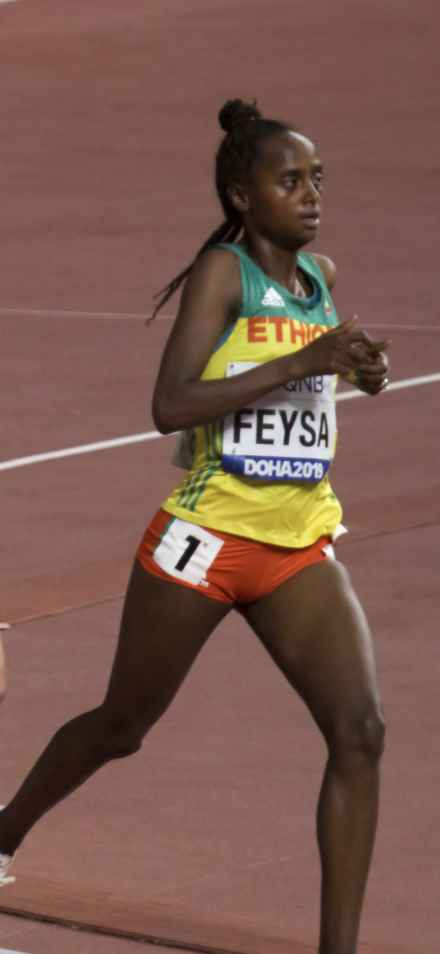
Hawi Feysa belegte Rang acht
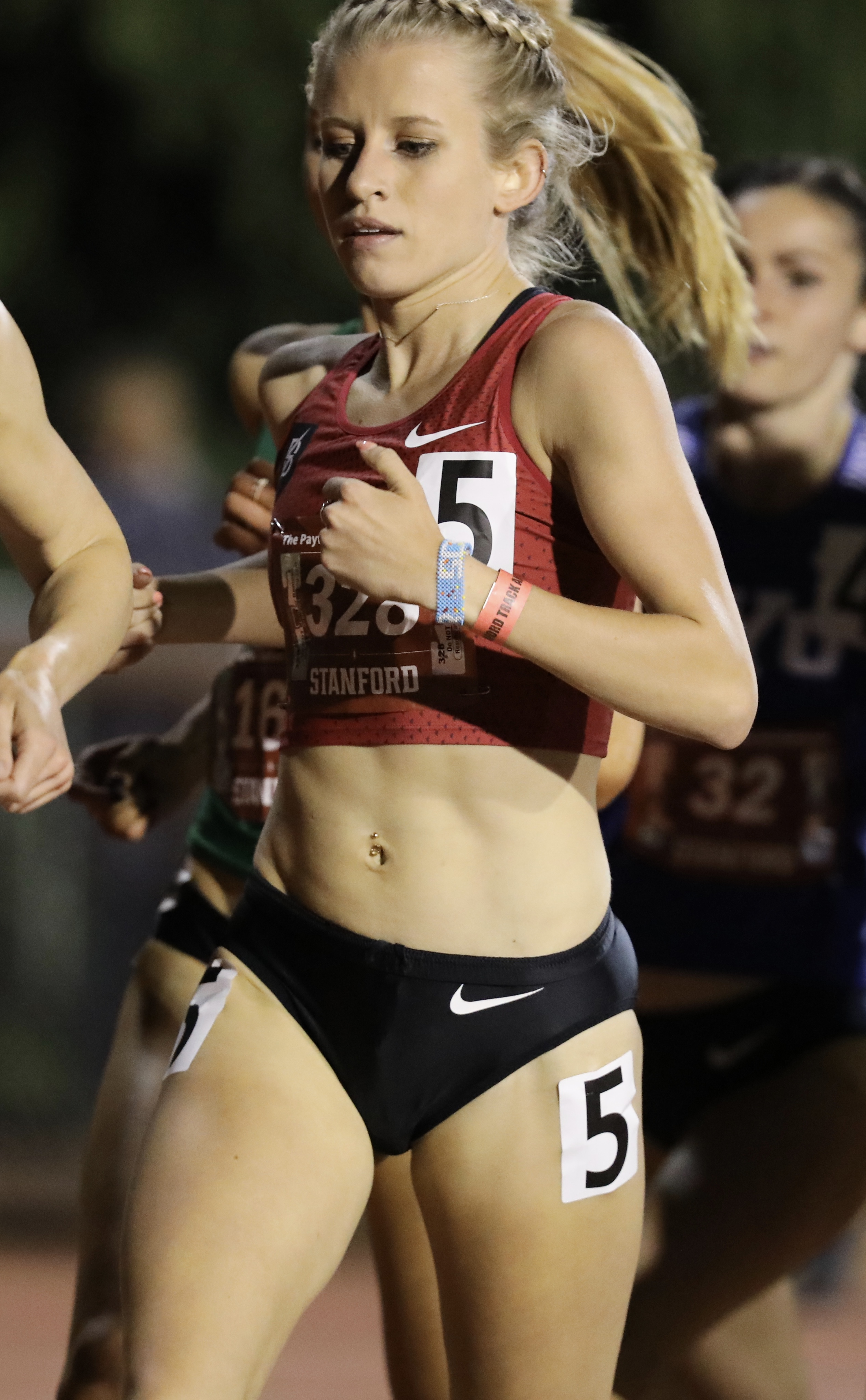
Karissa Schweizer kam auf den neunten Platz
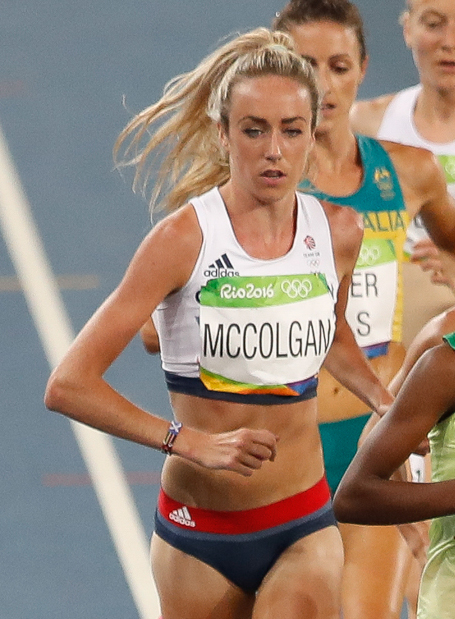
Eilish McColgan wurde Zehnte
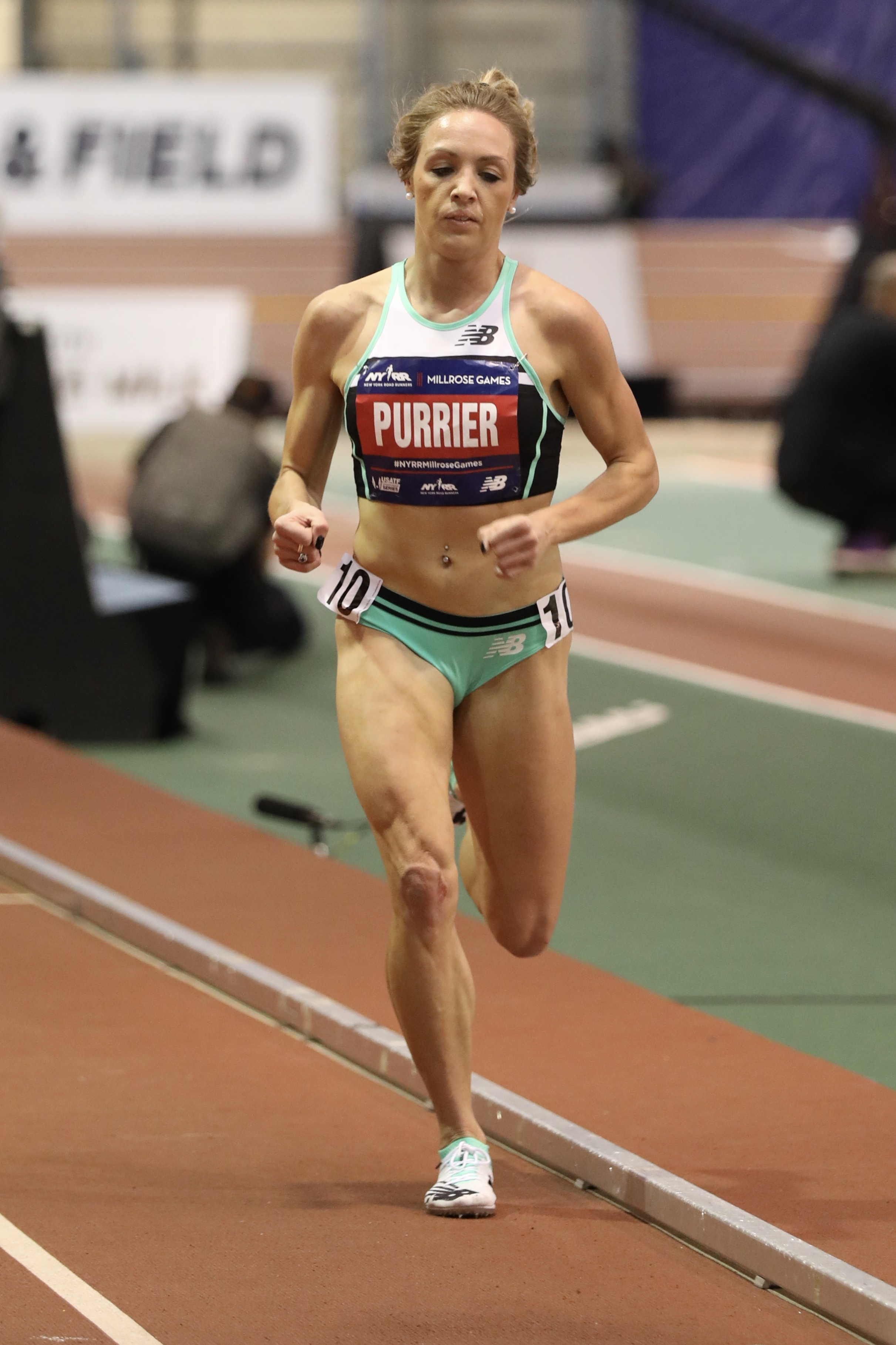
Die elftplatzierte Elinor Purrier
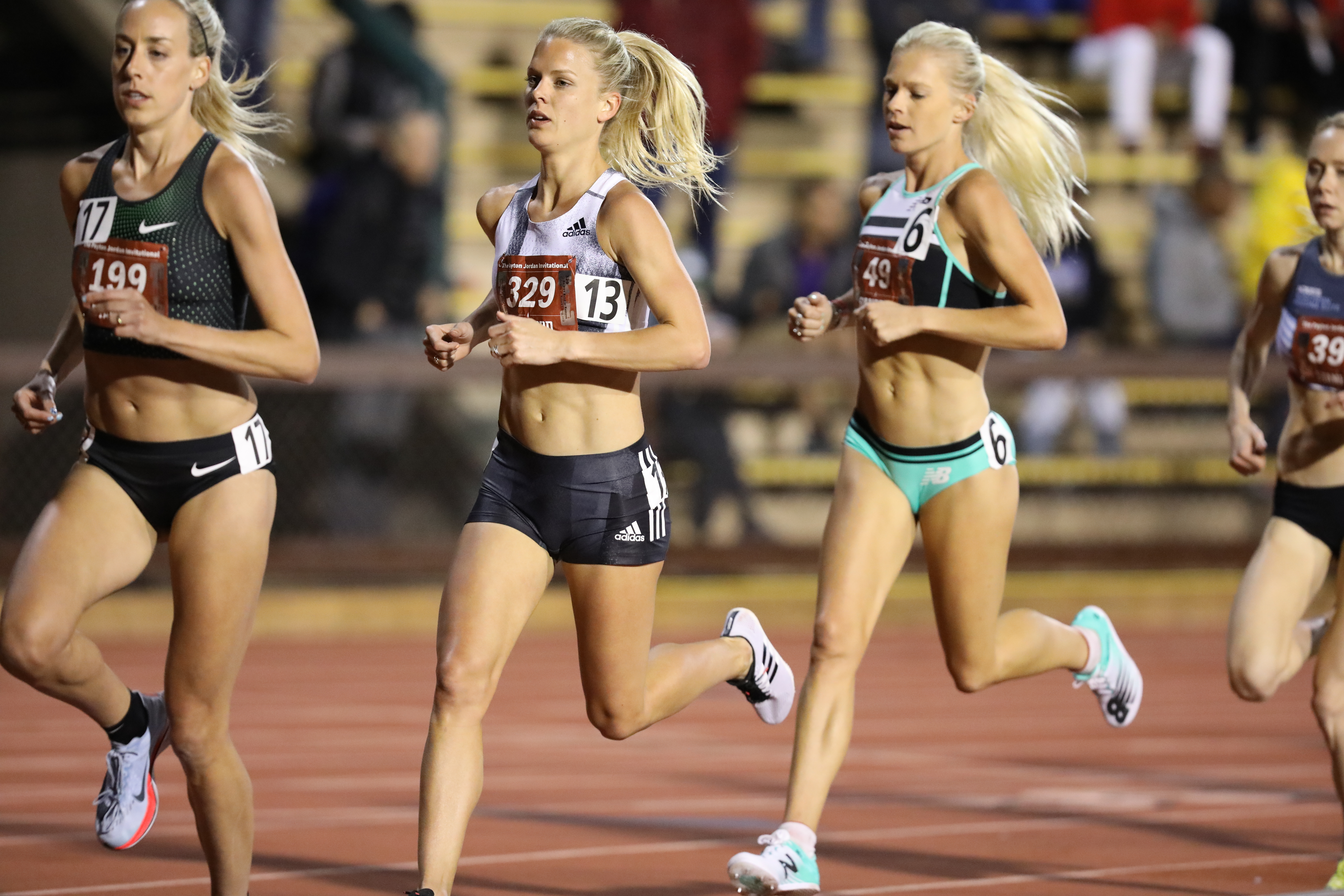
Camille Buscomb (rechts) – Rang zwölf Dominique Scott (Mitte) – Rang vierzehn
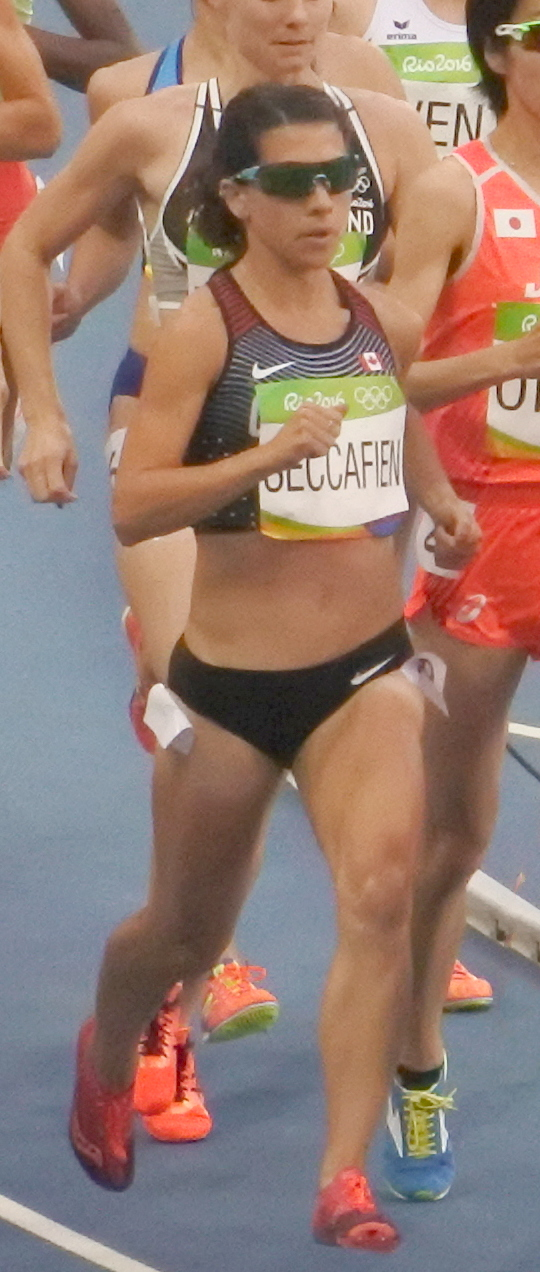
Andrea Seccafien – Platz dreizehn

## Video
- Women's 5000m Final | World Athletics Championships Doha 2019, youtube.com, abgerufen am 21. März 2021